# Штольберг (Рудные горы)
Штольберг (нем. Stollberg/Erzgeb.) — город в Германии, районный центр, расположен в земле Саксония. Подчинён административному округу Кемниц. Входит в состав района Рудные Горы. Подчиняется управлению Штольберг (Эрцгебирге).  Население составляет 11734 человека (на 31 декабря 2010 года). Занимает площадь 38,82 км². Официальный код  —  14 1 88 230.
Город подразделяется на 6 городских районов.

## Известные уроженцы, жители
Рейнгольд Клоц (нем. Reinhold Klotz; 13 марта 1807, Штольберг (Рудные горы), — 10 августа 1870, Кляйнцшохер, ныне в черте Лейпцига) — немецкий филолог.

## Города-побратимы
- Монтиньи-ан-Гоэль
- Нёрдлинген
- Тамаши